# Championnat NCAA de water-polo
Le Championnat NCAA de water-polo est un ensemble de championnats de water-polo organisées par la National Collegiate Athletic Association, association sportive universitaire américaine. La compétition est divisée en trois divisions. Le premier championnat a eu lieu durant la saison 1969.

## Palmarès
- 16 titres : Golden Bears de la Californie
- 12 titres : Bruins de l'UCLA
- 11 titres : Cardinal de Stanford
- 10 titres : Trojans de l'USC
- 3 titres : Anteaters de l'UC Irvine
- 1 titre : Gauchos de l'UC Santa Barbara
- 1 titre : Waves de Pepperdine

## Historique
- 2022 : Golden Bears de la Californie (13-12)
- 2021 : Golden Bears de la Californie (13-12)
- 2020 : Bruins de l'UCLA (07-06)

- 2019 : Cardinal de Stanford (13-08)
- 2018 : Trojans de l'USC (14-12)
- 2017 : Bruins de l'UCLA (07-05)
- 2016 : Golden Bears de la Californie (11-08)
- 2015 : Bruins de l'UCLA (10-07)
- 2014 : Bruins de l'UCLA (09-08)
- 2013 : Trojans de l'USC (12-11)
- 2012 : Trojans de l'USC (11-10)
- 2011 : Trojans de l'USC (07-04)
- 2010 : Trojans de l'USC (12-10)

- 2009 : Trojans de l'USC (28-04)
- 2008 : Trojans de l'USC (29-00)
- 2007 : Golden Bears de la Californie (28-04)
- 2006 : Golden Bears de la Californie (31-04)
- 2005 : Trojans de l'USC (26-01)
- 2004 : Bruins de l'UCLA (24-03)
- 2003 : Trojans de l'USC (24-03)
- 2002 : Cardinal de Stanford (24-05)
- 2001 : Cardinal de Stanford (22-01)
- 2000 : Bruins de l'UCLA (19-07)

- 1999 : Bruins de l'UCLA (22-03)
- 1998 : Trojans de l'USC (25-03)
- 1997 : Waves de Pepperdine (25-03)
- 1996 : Bruins de l'UCLA (24-06)
- 1995 : Bruins de l'UCLA (20-06)
- 1994 : Cardinal de Stanford (27-01)
- 1993 : Cardinal de Stanford (24-06)
- 1992 : Golden Bears de la Californie (31-00)
- 1991 : Golden Bears de la Californie (26-01)
- 1990 : Golden Bears de la Californie (29-01)

- 1989 : Anteaters de l'UC Irvine (27-06)
- 1988 : Golden Bears de la Californie (33-03)
- 1987 : Golden Bears de la Californie (27-03)
- 1986 : Cardinal de Stanford (36-00)
- 1985 : Cardinal de Stanford (25-04)
- 1984 : Golden Bears de la Californie (26-04-01)
- 1983 : Golden Bears de la Californie (29-03-02)
- 1982 : Anteaters de l'UC Irvine (30-00)
- 1981 : Cardinal de Stanford (31-00)
- 1980 : Cardinal de Stanford (28-02-01)

- 1979 : Gauchos de l'UC Santa Barbara (27-02-01)
- 1978 : Cardinal de Stanford (26-01-01)
- 1977 : Golden Bears de la Californie (29-03)
- 1976 : Cardinal de Stanford (20-02)
- 1975 : Golden Bears de la Californie (22-06)
- 1974 : Golden Bears de la Californie (25-02)
- 1973 : Golden Bears de la Californie (25-01)
- 1972 : Bruins de l'UCLA (19-01)
- 1971 : Bruins de l'UCLA (18-01)
- 1970 : Anteaters de l'UC Irvine (27-02)

- 1969 : Bruins de l'UCLA (19-00)